# Liefstinghsbroek
Het Liefstinghsbroek (soms ten onrechte Lieftinghsbroek genoemd) is een natuurgebied van 20 hectare in de Nederlandse provincie Groningen. Op 4 mei 2013 werd het gebied aangewezen als Natura 2000-gebied.
Het gebied, bestaande uit een oerbosgebied met bosvegetatie en moerasachtige delen, maakt deel uit van het Dal van de Ruiten A. Het bos is het oudste bos van de provincie Groningen, en maakt deel uit van de Natura 2000-lijst opgesteld door de Europese Unie.

## Geschiedenis
Het Liefstinghsbroek werd reeds in 1590 genoemd. Bij de verdeling op 24 januari 1590 van de goederen van Elisabeth Addinga van Westerwolde, weduwe van de hoofdeling Joest Lewe, werd aan hun zoon Jurgen Lewe toegedeeld: "die helffte van 't busch mit sijne eijckelscharen gronde toebehoeren en gerechticheijden genoempt Lievestinge broeck". Dit bos behoorde toe aan erve Liefstingh in Weende, dat voor het eerst genoemd werd op 31 juli 1474 als Levestinghus.
In 1919 was het bos eigendom van de toenmalige voorzitter van het waterschap Westerwolde, mr. H.I. Schönfeld. Hij had het gekocht van J. Hommes, een nazaat van de familie Liefstingh en eigenaar van erve Liefstingh. Het bos was toen al beroemd omdat daar de zeer zeldzame Zweedse kornoelje voorkwam. In dat jaar brachten de toenmalige secretaris Jac. P. Thijsse en de penningmeester en latere voorzitter van Natuurmonumenten, Pieter van Tienhoven, op uitnodiging van Schönfeld een bezoek aan het bos. Bij zijn overlijden in 1937 liet deze het bos na aan Natuurmonumenten. In 1976 werd het gebied samen met het Metbroekbos opgenomen in het grotere natuurgebied Vlagtwedder essen, dat door aankoop en ruilverkaveling tot stand kon komen.

## Vegetatie
Het gebied bevatte vroeger de Zweedse kornoelje en nog steeds bevat het gebied andere zeldzame flora als de bosanemoon en de witte klaverzuring. Het gebied bestaat overwegend uit loofbos en is gelegen op de dalflank van het riviertje de Ruiten Aa. Het bos is een zogenaamd eiken-haagbeukenbos met delen moerasachtig bosgebied, het zogenaamde broekbos. In de natte moerasachtige delen is er een overvloedige ondergroei van bijzondere vegetatie aanwezig. Deels wordt de struiklaag gedomineerd door hulst.

## Beheer
In 2001 is het Liefstingshbroek aangemeld bij de Europese Habitatrichtlijn. In 2009 wordt door de provincie Groningen een beheersplan opgesteld waarin geregeld wordt wat wel en niet is toegestaan in het bos en de omliggende agrarische omgeving. Langs het bos lopen fietspaden.

#### Beschrijving door Ministerie LNV
- Uitgebreide gebiedsbeschrijving van het Ministerie van Landbouw, Natuur en Voedselkwaliteit.